# Alexander Choupenitch
Alexander Choupenitch (né le 2 mai 1994 à Brno) est un escrimeur tchèque, d'origine biélorusse, pratiquant le fleuret.

## Biographie
Alexander Choupenitch est le fils de deux chanteurs d'opéra biélorusses qui travaillaient au théâtre national de Brno. La forme inhabituelle de son nom (en tchèque, ce devrait être Šupenič), est due au fait que les documents de voyage de ses parents étaient transcrits selon les règles de translittération du français. Il réside et s'entraîne à Livourne, en Italie.